# Liste der Biografien/Willis
Liste der Biografien |
Portal Biografien |
Personensuche
# |
A |
B |
C |
D |
E |
F |
G |
H |
I |
J |
K |
L |
M |
N |
O |
P |
Q |
R |
S |
T |
U |
V |
W |
X |
Y |
Z |
?
 
Wa |
Wc |
Wd |
We |
Wh |
Wi |
Wj |
Wl |
Wn |
Wo |
Wr |
Ws |
Wt |
Wu |
Ww |
Wy |
Wz
 
Wia |
Wib |
Wic |
Wid |
Wie |
Wif |
Wig |
Wih |
Wii |
Wij |
Wik |
Wil |
Wim |
Win |
Wio |
Wip |
Wir |
Wis |
Wit |
Wiv |
Wiw |
Wix |
Wiz
 
Wila |
Wilb |
Wilc |
Wild |
Wile |
Wilf |
Wilg |
Wilh |
Wili |
Wilj |
Wilk |
Will |
Wilm |
Wiln |
Wilo |
Wilp |
Wilr |
Wils |
Wilt |
Wilu |
Wilw |
Wily |
Wilz
 
Willa |
Willb |
Willc |
Willd |
Wille |
Willf |
Willg |
Willh |
Willi |
Willj |
Willk |
Willm |
Willn |
Willo |
Willr |
Wills |
Willu |
Willv |
Willw |
Willy
 
Willia |
Willib |
Willic |
Willie |
Willig |
Willik |
Willim |
Willin |
Williq |
Willir |
Willis |
Willit |
Williu
Die Liste der Biografien führt alle Personen auf, die in der deutschsprachigen Wikipedia einen Artikel haben. Dieses ist eine Teilliste mit 104 Einträgen von Personen, deren Namen mit den Buchstaben „Willis“ beginnt.

## Willis
- Willis, Adam, US-amerikanischer Szenenbildner
- Willis, Albert S. (1843–1897), US-amerikanischer Politiker
- Willis, Alicia Leigh (* 1978), US-amerikanische Schauspielerin
- Willis, Arthur (1920–1987), englischer Fußballspieler
- Willis, Bailey (1857–1949), US-amerikanischer Geologe
- Willis, Benita (* 1979), australische Langstreckenläuferin
- Willis, Benjamin A. (1840–1886), US-amerikanischer Jurist, Offizier und Politiker
- Willis, Beverly (1928–2023), US-amerikanische Architektin
- Willis, Bill, US-amerikanischer Country- und Rockabilly-Musiker
- Willis, Bill (1921–2007), US-amerikanischer American-Football-Spieler und -Trainer
- Willis, Bruce (* 1955), US-amerikanischer SchauspielerBruce Willis (* 1955)

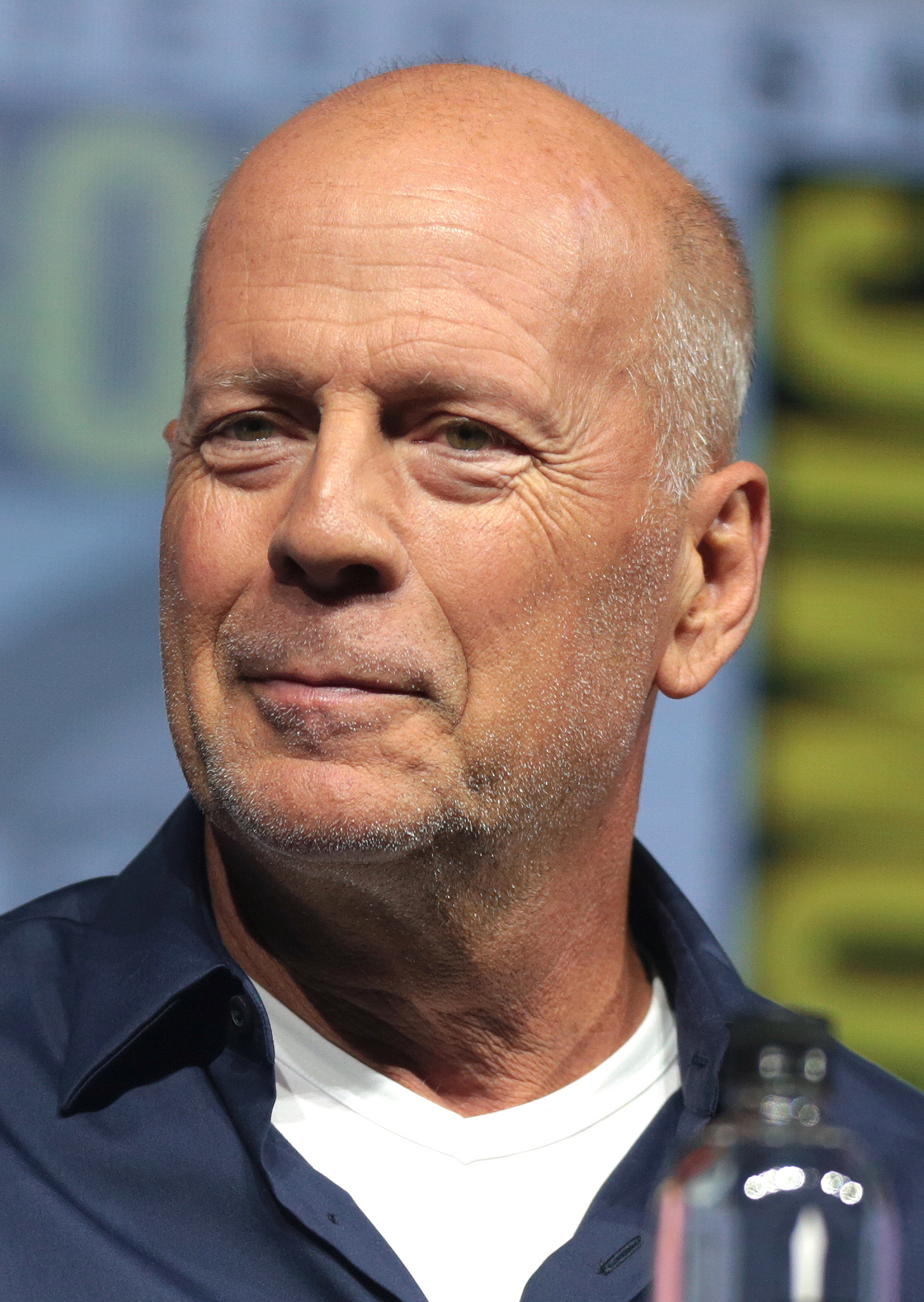
Bruce Willis (* 1955)

- Willis, Charles (1916–2006), britischer Offizier der Luftstreitkräfte des Vereinigten Königreichs
- Willis, Chris (* 1969), US-amerikanischer Sänger, Songwriter und Musikproduzent
- Willis, Christopher Keith (* 1964), südafrikanischer Entomologe und Naturschützer
- Willis, Chuck (1928–1958), US-amerikanischer Blues-Sänger
- Willis, Connie (* 1945), US-amerikanische Science-Fiction-Autorin
- Willis, Dave (* 1970), US-amerikanischer Synchronsprecher, Drehbuchautor und Fernsehproduzent
- Willis, Deborah (* 1948), US-amerikanische Fotohistorikerin, Ausstellungskuratorin und Publizistin
- Willis, Derek (* 1995), US-amerikanischer Basketballspieler
- Willis, Dixie (* 1941), australische Mittelstreckenläuferin
- Willis, Don (1933–2006), US-amerikanischer Rockabilly-Musiker
- Willis, Edwin B. (1893–1963), US-amerikanischer Szenenbildner beim Film
- Willis, Edwin E. (1904–1972), US-amerikanischer Politiker (Demokratische Partei)
- Willis, Edwin O’Neill (1935–2015), US-amerikanischer Ornithologe
- Willis, Ellen (1941–2006), amerikanische Essayistin, Journalistin, Aktivistin, Feministin und Popmusikkritikerin
- Willis, Emily (* 1998), US-amerikanische PornodarstellerinEmily Willis (* 1998)

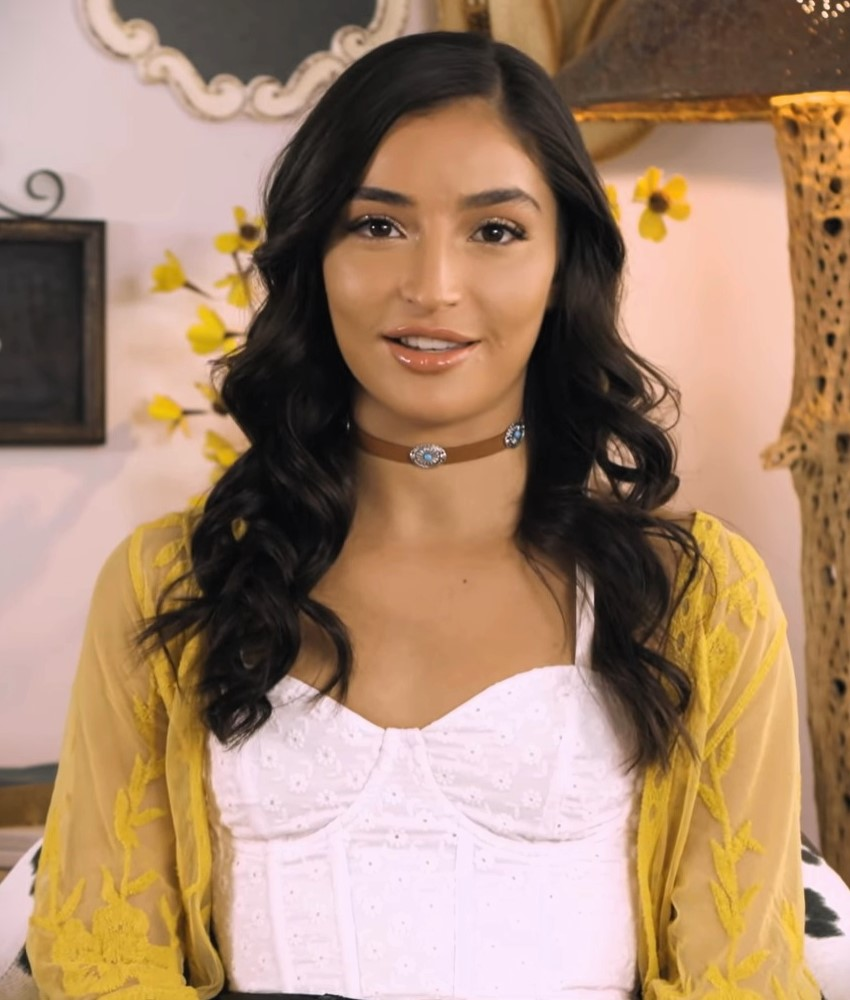
Emily Willis (* 1998)

- Willis, Emma (* 1976), britische Fernsehmoderatorin
- Willis, Eric (1922–1999), australischer Politiker und Premier von New South Wales
- Willis, Errick (1896–1967), kanadischer Politiker und Curler, Vizegouverneur von Manitoba
- Willis, Falk (* 1970), deutscher Jazzschlagzeuger
- Willis, Frances E. (1899–1983), US-amerikanische Diplomatin
- Willis, Francis (1745–1829), britisch-amerikanischer Politiker
- Willis, Frank (1865–1932), britischer Radierer
- Willis, Frank B. (1844–1914), US-amerikanischer Politiker
- Willis, Frank B. (1871–1928), US-amerikanischer Politiker
- Willis, Fred. C. (1883–1967), deutscher Kunsthistoriker und Journalist
- Willis, Gary (* 1957), US-amerikanischer E-Bassist und Komponist
- Willis, Geoff (* 1959), britischer Motorsport-Aerodynamiker und Rennstalldirektor
- Willis, George (1903–1987), britischer Politiker
- Willis, George Harry Smith (1823–1900), britischer General
- Willis, Gordon (1931–2014), US-amerikanischer Kameramann
- Willis, Hal (1933–2015), kanadischer Country- und Rockabilly-Musiker
- Willis, Henry (1821–1901), englischer Orgelbauer
- Willis, Ike (* 1955), US-amerikanischer Sänger, Gitarrist und Produzent
- Willis, Jack (* 1920), US-amerikanischer Jazztrompeter (auch Kornett, Mellophon)
- Willis, James (* 1925), britischer Klassischer Philologe
- Willis, Joe (* 1988), US-amerikanischer Fußballspieler
- Willis, John, englischer Stenograf, Begründer der neueren englischen Kurzschrift
- Willis, John (1937–2008), britischer Air Chief Marshal
- Willis, John Christopher (1868–1958), britischer Botaniker
- Willis, John E. (1901–1979), US-amerikanischer Astronom
- Willis, John R. (* 1940), britischer Ingenieur und Mathematiker
- Willis, Jonathan S. (1830–1903), US-amerikanischer Politiker
- Willis, Kailey (* 2003), maltesische Fußballspielerin
- Willis, Katie (* 1991), kanadische Skispringerin
- Willis, Kevin (* 1962), US-amerikanischer Basketballspieler
- Willis, Khari (* 1996), US-amerikanischer American-Football-Spieler
- Willis, Larry (1942–2019), US-amerikanischer Jazz-Pianist und Komponist
- Willis, Lisa (* 1984), US-amerikanische Basketballspielerin
- Willis, Malik (* 1999), US-amerikanischer American-Football-Spieler
- Willis, Marcus (* 1990), britischer Tennisspieler
- Willis, Matt (* 1983), britischer Sänger und SongwriterMatt Willis (* 1983)

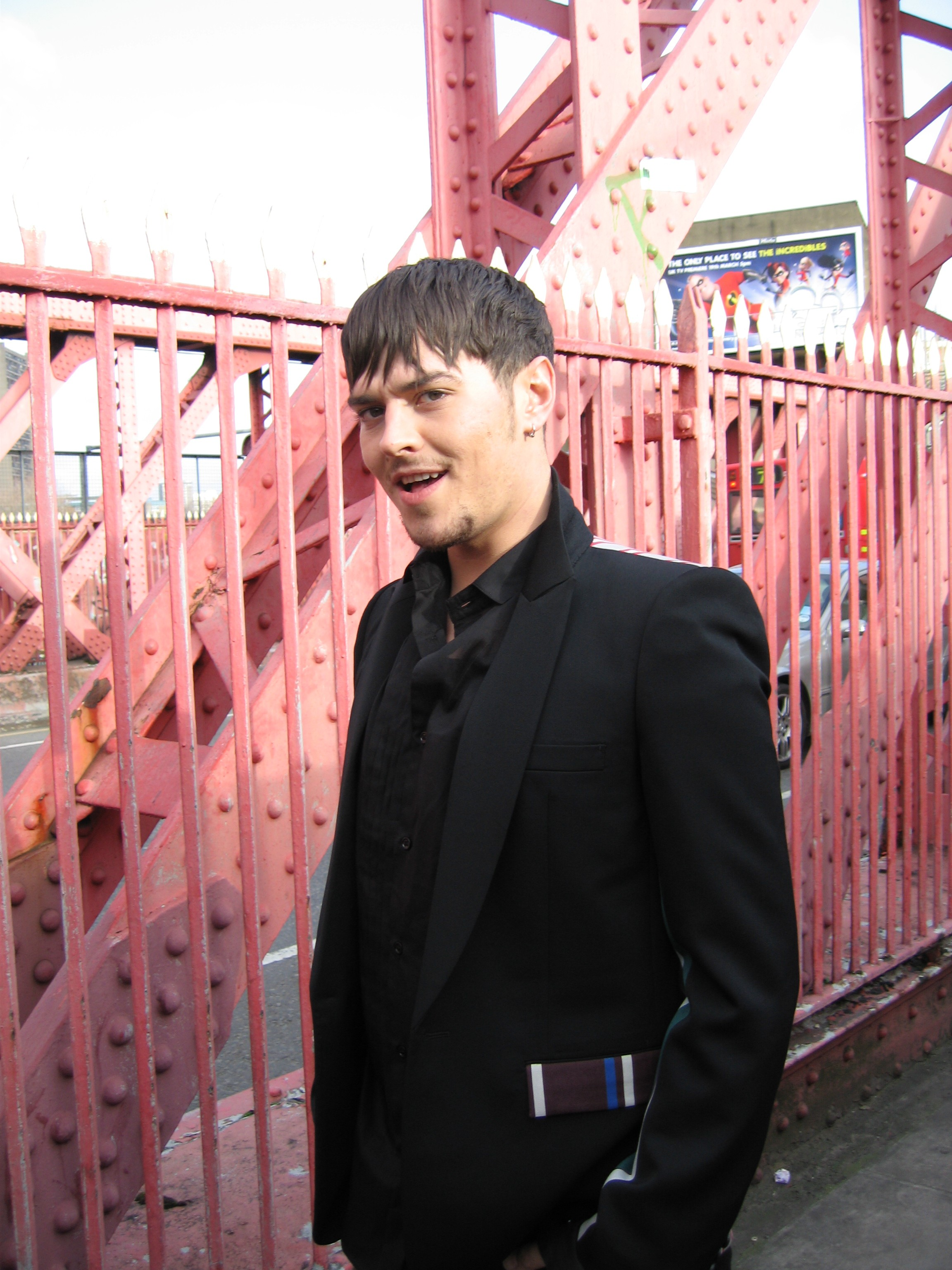
Matt Willis (* 1983)

- Willis, Mike (* 1955), australischer Sprinter
- Willis, Nathaniel Parker (1806–1867), US-amerikanischer Schriftsteller, Dichter und Herausgeber
- Willis, Nick (* 1983), neuseeländischer Mittelstreckenläufer
- Willis, Nicola (* 1981), neuseeländische Politikerin der New Zealand National Party
- Willis, Olive (1877–1964), englische Lehrerin und Schulleiterin
- Willis, Patrick (* 1985), US-amerikanischer American-Football-Spieler
- Willis, Paul (* 1945), britischer Kultursoziologe und Anthropologe
- Willis, Phil, Baron Willis of Knaresborough (* 1941), britischer Lehrer und Politiker (Liberal Democrats), Mitglied des House of Commons
- Willis, Raquel, afroamerikanische Schriftstellerin, Redakteurin und Aktivistin für Transgender-Rechte
- Willis, Raymond E. (1875–1956), US-amerikanischer Politiker (Republikanische Partei)
- Willis, Rumer (* 1988), US-amerikanische SchauspielerinRumer Willis (* 1988)

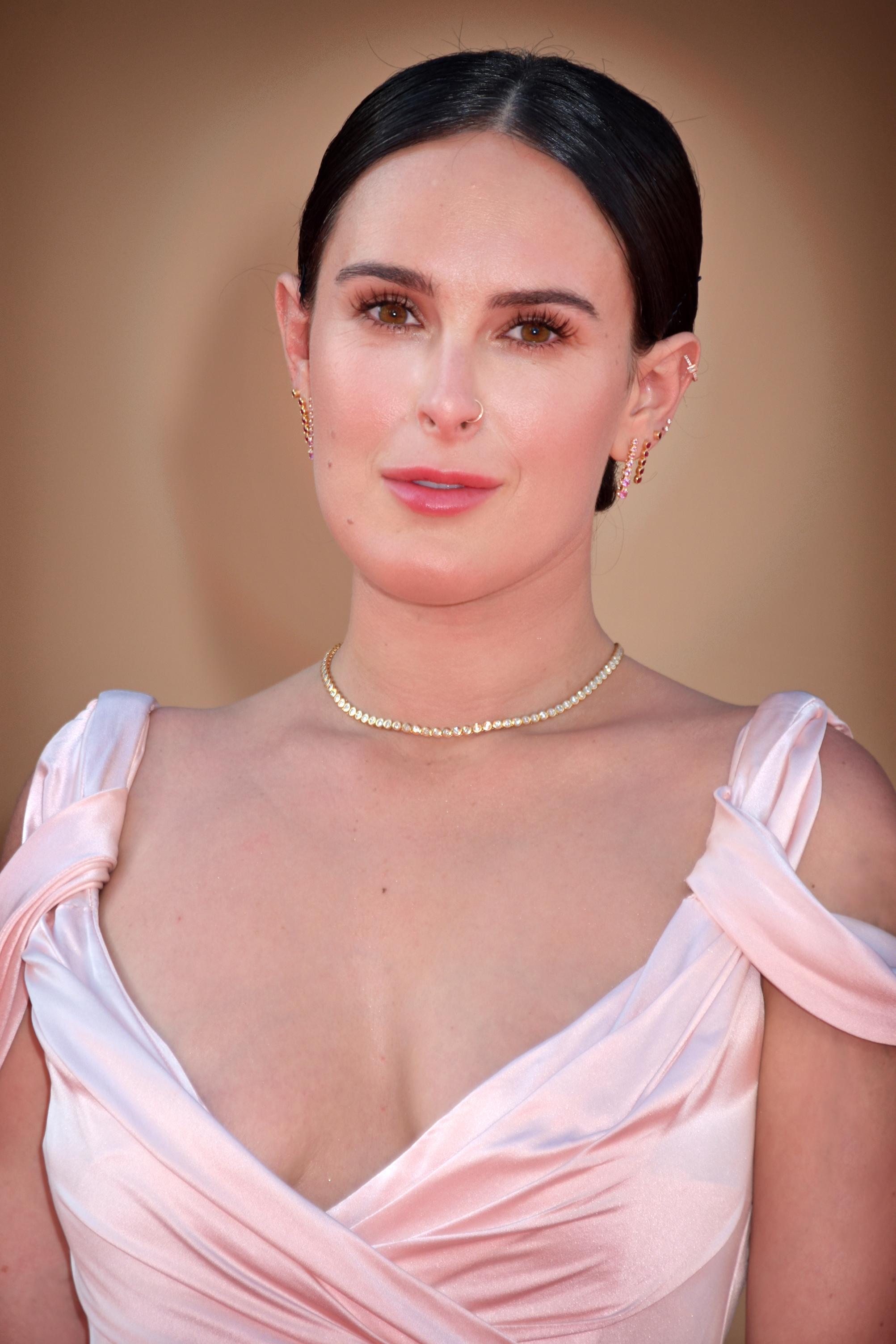
Rumer Willis (* 1988)

- Willis, Rupert Allan (1898–1980), australischer Pathologe und Onkologe
- Willis, Ruth (1898–1962), US-amerikanische Blues-Sängerin
- Willis, Samantha, englische Squashspielerin
- Willis, Sarah (* 1954), amerikanische Autorin
- Willis, Sarah (* 1968), britische Hornistin
- Willis, Shane (* 1977), kanadischer Eishockeyspieler
- Willis, Sidney, britischer Schwimmer
- Willis, Simeon (1879–1965), US-amerikanischer Politiker
- Willis, Tayleb (* 2003), australischer Hürdenläufer
- Willis, Ted, Baron Willis († 1992), britischer Schriftsteller, Drehbuchautor, Gewerkschafter und Politiker
- Willis, Thomas, englischer Fußballspieler
- Willis, Thomas (1621–1675), englischer Arzt und Anatom
- Willis, Tom (* 1983), australischer Fußballspieler
- Willis, Victor (* 1951), US-amerikanischer Sänger, Songwriter und SchauspielerVictor Willis (* 1951)

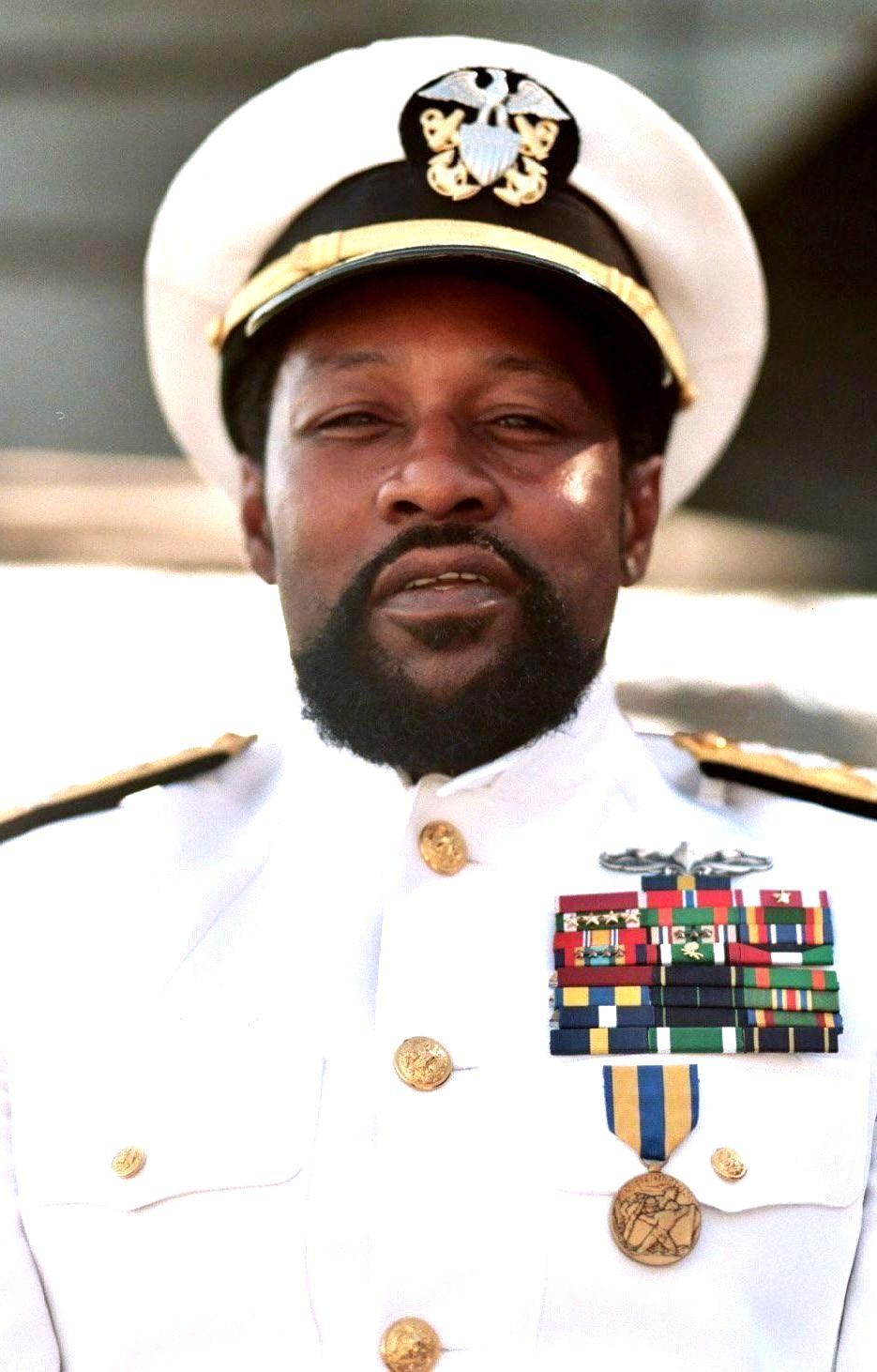
Victor Willis (* 1951)

- Willis, Wesley (1963–2003), US-amerikanischer Musiker
- Willis, William (1837–1894), britischer Arzt und Berater der japanischen Regierung
- Willis, William J. (1932–2012), US-amerikanischer experimenteller Teilchenphysiker
- Willis-Sørensen, Rachel (* 1984), US-amerikanische Sopranistin

### Willisc
- Willisch, Andreas (* 1962), deutscher Soziologe
- Willisch, Irene von (1896–1978), deutsch-baltische Pianistin, Schriftstellerin und Künstlerin
- Willisch, Walter (1936–2022), Schweizer Maler, Zeichner, Radierer, Restaurator, Zeichenlehrer und Galerist

### Willise
- Willisen, Achim von (1900–1983), deutscher Forstwissenschaftler und Mitwisser um das Attentat vom 20. Juli 1944
- Willisen, Friedrich Adolf von (1798–1864), preußischer General der Kavallerie, Oberstallmeister und Diplomat
- Willisen, Friedrich Wilhelm von (1876–1933), deutscher Oberstleutnant, Politiker
- Willisen, Hans-Karl von (1906–1966), deutscher Pionier der Funkmesstechnik, Erfinder, Konstrukteur
- Willisen, Karl von (1788–1873), preußischer Generalleutnant
- Willisen, Karl von (1819–1886), preußischer General der Kavallerie, Gouverneur von Berlin
- Willisen, Karl Wilhelm von (1790–1879), preußischer Generalleutnant und Militärschriftsteller

### Williso
- Willisohn, Christian (* 1962), deutscher Blues-Pianist und Sänger
- Willison, David (1919–2009), britischer Generalleutnant

### Willist
- Williston, Samuel Wendell (1852–1918), US-amerikanischer Paläontologe, Entomologe und Geologe